# Castèthnau de Durban
Castèthnau de Durban (francès Castelnau-Durban) és un municipi francès, situat a la regió d'Occitània, departament de l'Arieja.